# Pitcairnia divaricata
Pitcairnia divaricata är en gräsväxtart som beskrevs av Marx Carl Ludwig Ludewig Wittmack. Pitcairnia divaricata ingår i släktet Pitcairnia och familjen Bromeliaceae.
Artens utbredningsområde är Bolivia. Inga underarter finns listade i Catalogue of Life.